# Prima Categoria Puglia 1965-1966
Il campionato di calcio di Prima Categoria 1965-1966 è stato il V livello del campionato italiano. A carattere regionale, fu il settimo campionato dilettantistico con questo nome dopo la riforma voluta da Zauli del 1958.
Questi sono i gironi organizzati della regione Puglia.

## Girone A

### Squadre partecipanti
| Club                      | Città                      |
| ------------------------- | -------------------------- |
| A.S.C. Acquaviva          | Acquaviva delle Fonti (BA) |
| A.S. Andria               | Andria (BA)                |
| U.S. Audace Cerignola     | Cerignola (FG)             |
| U.S. Bitonto              | Bitonto (BA)               |
| U.S. Conversano           | Conversano (BA)            |
| U.S. Garganica            | Monte Sant'Angelo (FG)     |
| U.S. Giovinazzo           | Giovinazzo (BA)            |
| S.S. Grumese              | Grumo Appula (BA)          |
| U.S. Lucera               | Lucera (FG)                |
| A.S. Manfredonia          | Manfredonia (FG)           |
| U.S. Modugno              | Modugno (BA)               |
| Molfetta Sportiva         | Molfetta (BA)              |
| Pol. Ortanova             | Orta Nova (FG)             |
| A.S. Pro Gioia            | Gioia del Colle (BA)       |
| U.S. San Giovanni Rotondo | San Giovanni Rotondo (FG)  |
| A.C. Trinitapoli          | Trinitapoli (FG)           |

### Classifica finale
|  | Pos. | Squadra              | Pt  | G   | V   | N   | P   | GF  | GS  |
|  | ---- | -------------------- | --- | --- | --- | --- | --- | --- | --- |
|  | 1.   | Molfetta             | 46  | 30  | 20  | 6   | 4   | 51  | 16  |
|  | 2.   | Audace Cerignola     | 45  | 30  | 18  | 9   | 3   | 50  | 19  |
|  | 3.   | Manfredonia          | 42  | 30  | 16  | 10  | 4   | 65  | 24  |
|  | 4.   | Giovinazzo           | 38  | 30  | 15  | 8   | 7   | 47  | 30  |
|  | 5.   | Andria               | 37  | 30  | 14  | 7   | 8   | 40  | 23  |
|  | 6.   | Ortanova             | 33  | 30  | 14  | 5   | 11  | 31  | 34  |
|  | 7.   | Acquaviva            | 31  | 30  | 12  | 7   | 11  | 37  | 34  |
|  | 8.   | Bitonto              | 30  | 30  | 11  | 8   | 11  | 41  | 33  |
|  | 9.   | Pro Gioia            | 28  | 30  | 11  | 6   | 13  | 37  | 35  |
|  | 10.  | Conversano           | 27  | 30  | 10  | 7   | 13  | 32  | 43  |
|  | 11.  | Monte Sant'Angelo    | 26  | 30  | 8   | 10  | 12  | 24  | 37  |
|  | 12.  | Lucera               | 26  | 30  | 9   | 8   | 13  | 27  | 47  |
|  | 13.  | Modugno              | 25  | 30  | 8   | 9   | 13  | 27  | 46  |
|  | 14.  | San Giovanni Rotondo | 21  | 30  | 8   | 5   | 17  | 29  | 39  |
|  | 15.  | Grumese              | 15  | 30  | 4   | 7   | 19  | 29  | 69  |
|  | 16.  | Trinitapoli          | 10  | 30  | 1   | 8   | 21  | 9   | 47  |
|  |      |                      | 480 | 480 | 180 | 120 | 180 | 576 | 576 |

Legenda:

 Ammesso alle finali regionali.
      Retrocesso in Seconda Categoria 1966-1967.
Note:

Due punti a vittoria, uno a pareggio, zero a sconfitta.

## Girone B

### Squadre partecipanti
| Club                         | Città                     |
| ---------------------------- | ------------------------- |
| A.S. Casarano                | Casarano (LE)             |
| A.S. Francavilla             | Francavilla Fontana (BR)  |
| U.S. Galatone                | Galatone (LE)             |
| Pol. Ars et Labor Grottaglie | Grottaglie (TA)           |
| A.S. Leverano                | Leverano (LE)             |
| A.C. Manduria                | Manduria (TA)             |
| A.S. Martina                 | Martina Franca (TA)       |
| A.S. Mesagne                 | Mesagne (BR)              |
| Pol. Noci                    | Noci (BA)                 |
| A.C. Parola Carmiano         | Carmiano (LE)             |
| U.S. Poggiardo               | Poggiardo (LE)            |
| A.S. Putignano               | Putignano (BA)            |
| U.S. San Giorgio Jonico      | San Giorgio Jonico (TA)   |
| Pol. San Pietro              | San Pietro Vernotico (BR) |
| Scuole C.E.M.M.              | Taranto                   |
| U.S. Squinzano               | Squinzano (LE)            |

### Classifica finale
|  | Pos. | Squadra              | Pt  | G   | V   | N   | P   | GF  | GS  |
|  | ---- | -------------------- | --- | --- | --- | --- | --- | --- | --- |
|  | 1.   | Martina              | 47  | 30  | 19  | 9   | 2   | 59  | 18  |
|  | 2.   | Poggiardo            | 45  | 30  | 17  | 11  | 2   | 45  | 14  |
|  | 3.   | Noci                 | 36  | 30  | 14  | 8   | 8   | 35  | 28  |
|  | 4.   | Grottaglie           | 34  | 30  | 12  | 10  | 8   | 32  | 23  |
|  | 5.   | Squinzano            | 33  | 30  | 11  | 11  | 8   | 35  | 29  |
|  | 6.   | Manduria             | 31  | 30  | 11  | 9   | 10  | 35  | 28  |
|  | 7.   | Scuole CEMM          | 29  | 30  | 12  | 5   | 13  | 28  | 32  |
|  | 8.   | Mesagne              | 28  | 30  | 11  | 6   | 13  | 39  | 31  |
|  | 9.   | Galatone             | 28  | 30  | 11  | 6   | 13  | 39  | 42  |
|  | 10.  | San Giorgio Jonico   | 28  | 30  | 12  | 4   | 14  | 45  | 51  |
|  | 11.  | Parola Carmiano      | 28  | 30  | 8   | 12  | 10  | 24  | 42  |
|  | 12.  | San Pietro Vernotico | 27  | 30  | 9   | 9   | 12  | 39  | 40  |
|  | 13.  | Leverano             | 27  | 30  | 8   | 11  | 11  | 28  | 45  |
|  | 14.  | Casarano             | 26  | 30  | 10  | 6   | 14  | 28  | 31  |
|  | 15.  | Putignano            | 22  | 30  | 8   | 6   | 16  | 28  | 36  |
|  | 16.  | Francavilla (-2)     | 9   | 30  | 4   | 3   | 23  | 16  | 65  |
|  |      |                      | 478 | 480 | 177 | 126 | 177 | 555 | 555 |

Legenda:

 Ammesso alle finali regionali.
      Promosso in Serie D 1966-1967.
      Retrocesso in Seconda Categoria 1966-1967.
Note:

Due punti a vittoria, uno a pareggio, zero a sconfitta.
Il Francavilla è stato penalizzato con la sottrazione di 2 punti in classifica.

## Finali regionali
19.6.1966 Molfetta 0-0 Martina Franca, Stadio Comunale di Molfetta --- 26.6.1966 Martina Franca 2-1 Molfetta, Stadio Comunale di Martina Franca
Le avrebbe vinte il Martina contro il Molfetta,venendo quindi promosso alla Serie D 1966-1967, dalla Gazzetta Del Mezzogiorno.